# Misaki Amano
Misaki Amano (天野 実咲?, Amano Misaki; Gifu, 22 aprile 1985) è un'ex calciatrice giapponese di ruolo portiere.

## Carriera

### Nazionale
Amano ha disputato anche il Mondiale 2007.